# Дни жатвы
«Дни жатвы» (англ. Days of Heaven) — американский кинофильм 1978 года, второй по счёту фильм американского режиссёра Терренса Малика. Его часто называют обладателем самого красивого изобразительного ряда в истории кинематографа. По окончании работы над фильмом Малик на 20 лет отошёл от режиссуры.

## Сюжет
Действие происходит накануне вступления США в Первую мировую войну. Билл, работавший на металлургическом заводе в Чикаго, в результате ссоры убил человека и находится в бегах. Вместе со своей подругой Эбби и юной сестрой Линдой он скрывается в глуши техасского выступа, где работает на уборке урожая. О событиях за кадром рассказывает Линда.
Во избежание пересудов Билл с Эбби выдают себя за брата и сестру. Когда за Эбби начинает ухаживать богатый фермер, который, по слухам, неизлечимо болен, и делает ей предложение, Билл даёт согласие на этот брак. Влюблённые рассчитывают после смерти фермера унаследовать его состояние. Однако здоровье фермера оказывается весьма крепким, к тому же Эбби со временем влюбляется в собственного мужа…

## В ролях
- Ричард Гир — Билл
- Брук Адамс — Эбби
- Сэм Шепард — фермер
- Линда Манц — Линда
- Роберт Уилк — бригадир на ферме
- Джеки Шультис — подруга Линды
- Стюарт Марголин — бригадир на мельнице

## Съёмки
Съёмки фильма проходили осенью 1976 года, преимущественно в Канаде.  С целью экономии бюджета в фильме были заняты начинающие, малоизвестные актёры.  Дом фермера по собственному проекту построил художник-постановщик Джек Фиск, известный как муж Сисси Спейсек и близкий друг Дэвида Линча. Стремясь к максимальной реалистичности, костюмер Патриция Норрис сшила костюмы из ношеной одежды и старых тканей. Закадровый комментарий Фиска и Норрис о подробностях работы над фильмом вошёл в издание фильма на DVD, подготовленное в 2007 году компанией Criterion.
Съёмки шли очень медленно, главным образом в короткий 20-минутный промежуток «золотого часа», который непосредственно предшествует закату. Как вспоминал оператор Н. Альмендрос, режиссёр поставил перед съёмочной группой задачу вести рассказ не словами и диалогами, а при помощи визуального ряда: «Мало кто отдаёт предпочтение изображению. Для большинства режиссёров приоритетны сюжет и актёры». По словам одного из киноведов, Малик стремится воздействовать не только на слух и зрение публики, но также на осязание, обоняние, вплоть до вкусовых ощущений.
После «Барри Линдона» некоторые операторы, и Альмендрос в их числе, считали необходимым снимать исторические ленты с использованием сугубо естественного освещения: в начале XX века электричество ещё не проникло в сельскую местность. Минимальное использование искусственного света и тщательное выстраивание каждого кадра (с целью придания ему глубины) затягивало съёмочный процесс. При разработке изобразительного решения Малик и Альмендрос отталкивались от прецизионистской живописи (Вермеер, Хоппер) и таких полотен регионалистской школы середины XX века, как «Мир Кристины» Эндрю Уайета.

Поверхность мифа Малик шлифует, как Картье драгоценные камни. В пору, когда широкий формат был признан нерентабельным, он снимает свой фильм на 70-миллиметровую плёнку — только она в состоянии наградить экран такой перспективой, где малейшие детали — выпуклые, как на ладони. Малик вирирует кадр: с одной стороны, картинка с погашенным цветом напоминает съёмку начала века; с другой, кремовый тон кадра — грим для кожи актёров, которые весь фильм играют с приоткрытыми, как для поцелуя, губами.— «Афиша»

Тёплая цветовая гамма с преобладанием золотистых оттенков — следствие того, что фильм снимался в предзакатные часы

Чтобы снять нашествие саранчи, с вертолётов на поля сбрасывали вылущенные стручки гороха. 
Выделенный киностудией Paramount Pictures бюджет был скоро исчерпан. Альмендрос со своими ассистентами уехал во Францию на съёмки нового фильма Трюффо, оставив вместо себя Хаскелла Уэкслера, который и доснял «Дни жатвы». Уэкслеровские фрагменты составляют основную часть окончательной версии фильма.

## Монтаж и музыка
Малик привёз из Канады огромное количество отснятого материала. Подобно Риветту, он предпочитал «лепить» фильм уже в монтажной студии. Его фильмы временами напоминают практикум по ассоциативному монтажу, о котором писал Эйзенштейн. Как обычно, при монтаже Малику ассистировал Билли Уэбер (Billy Weber).
Рассмотрев множество монтажных решений, Малик решил свести использование человеческой речи к минимуму. От многих уже снятых диалогов он отказался и для более динамичного рассказа ввёл закадровый комментарий Линды. В качестве развязки был выбран открытый финал: когда одна история заканчивается, тут же начинается другая. На заключительном этапе в Калифорнии были досняты некоторые крупные планы (в частности, лицо падающего в воду Гира). 
Работа над фильмом истощила перфекциониста Малика морально и физически. После премьеры, состоявшейся через два года после завершения съёмок, он уехал из Америки в Париж и на 20 лет отошёл от режиссуры.
Музыка к фильму была заказана композитору Эннио Морриконе. Работа шла непросто. Малик хотел, чтобы отправной точкой музыкального ряда послужил «Аквариум» из сюиты «Карнавал животных». Именно эта мелодия звучит в начальных титрах.

## Прокат
Отзывы на «Дни жатвы» были в основном благожелательные, хотя многие рецензенты упрекали создателей фильма в избыточной картинности: изобразительная составляющая фильма, по их мнению, напрочь подавляет сюжетную. Малик стал первым американским режиссёром после Жюля Дассена («Мужские разборки», 1955), которому жюри Каннского фестиваля присудило приз за лучшую режиссуру. Фильм отбил свой бюджет в прокате, хотя у широкой публики большого успеха не имел.

## Признание
- 1978 — премия Национального совета кинокритиков США за лучший фильм.
- 1979 — приз за лучшую режиссуру на Каннском кинофестивале (Терренс Малик).
- 1979 — премия «Оскар» за лучшую операторскую работу (Нестор Альмендрос), а также три номинации: лучшая оригинальная музыка (Эннио Морриконе), лучшие костюмы (Патрисия Норрис), лучший звук (Джон Уилкинсон, Роберт Гласс мл., Джон Райтц, Барри Томас).
- 1979 — две номинации на премию «Золотой глобус»: лучший фильм-драма и лучший режиссёр (Терренс Малик).
- 1979 — две премии «Давид ди Донателло»: лучший зарубежный сценарий (Терренс Малик) и лучший зарубежный актер (Ричард Гир).
- 1979 — номинация на премию Гильдии сценаристов США за лучший оригинальный сценарий (Терренс Малик).
- 1980 — премия BAFTA за лучшую музыку (Эннио Морриконе).
- 2007 — фильм включён в Национальный реестр фильмов.

## Библейский подтекст
Когда пришел Аврам в Египет, египтяне увидели, что она [Сара] женщина весьма красивая;  увидели её и вельможи фараоновы и похвалили её фараону; и взята была она в дом фараонов. И Авраму хорошо было ради её; и был у него мелкий и крупный скот и ослы, и рабы и рабыни, и лошаки и верблюды. Но Господь поразил тяжкими ударами фараона и дом его за Сару, жену Аврамову. И призвал фараон Аврама и сказал: что ты это сделал со мною? для чего не сказал мне, что она жена твоя? для чего ты сказал: она сестра моя? и я взял было её себе в жену.
От натурализма и социологии, которыми отмечены первые сцены, режиссёр уводит зрителей в пространство незамутнённого мифа. Незамысловатый сюжет фильма перекликается с «Горожанкой» Ф. В. Мурнау (1930). В основу положена история пребывания Аврама и Сары в Египте, рассказанная в главе 12 первой книги Библии. Хотя Аврам ввёл в заблуждение фараона и назвал свою жену сестрой, небесная кара пала не на обманщиков, а на фараона. В фильме возмездие принимает форму нашествия саранчи и последующего пожара.

## Художественные особенности
Киноведы традиционно заостряют внимание на следующей особенности «Дней жатвы»: сюжет и вообще всё, что связано с людьми (микрокосм), для Малика значит не больше, даже меньше, чем пейзажи, игра света и тени, чередование времён года (макрокосм). Впечатляющая визуальная образность заменяет собой избыточные диалоги и даже традиционную экспозицию.
Дэйв Кер отмечает искусность монтажной техники: тогда как созданные оператором образы тяготеют к монументальному эпосу, аналитический монтаж снимает их тяжеловесность, визуальный ряд нарезан на короткие, быстро сменяющие друг друга фрагменты. Путём монтажных сопоставлений людские страсти зарифмованы с инстинктами животных и циклическим круговоротом природы.  
Рассказ о сельских буднях пропущен через сознание девочки-подростка с сильным бруклинским акцентом, которая комментирует происходящее несколько невпопад: иногда кажется, что она знает об этом мире всё, иногда — ровно наоборот. Несмотря на ветхозаветные созвучия, фильм лишён явного морализаторства; греховность влюблённых уходит куда-то на задний план.
Образный строй глубоко продуман, каждому из трёх главных героев соответствует первоэлемент. С Биллом ассоциируется огонь и вообще красный цвет, ему сопутствуют различные механизмы, с ним связано динамическое начало фильма. Кадры с изображением безымянного фермера, наоборот, статичны, его стихия — земля и её плоды, различные оттенки жёлтого и зелёного. С Эбби сопоставлена вода как стихия любви и сексуальности, место смывания грехов.

## Мнения и оценки
- Киносправочник Time Out: «Уникальный сплав романтической истории, социального портрета и эпической аллегории… уравнивает влюблённых с насекомыми: и те и другие теряются на фоне безбрежных предзакатных пажитей»[20].
- М. Трофименков («Коммерсантъ»): «У Малика — темперамент библейского пророка. Злоключения его героев — казни египетские. Великолепная бездушная природа — райский сад, где пытаются укрыться грешники и преступники. Несмотря на жутковатость происходящего, фильмы Малика совершенно внеморальны. Все эмоции стерты, словно придавлены занимающим большую часть экрана небом»[19].
- А. Васильев («Афиша»): «Не разглядеть на прекрасных лицах морщинок, не разглядеть в людях пороков, их сгубивших. Соединив эмоциональную дистанцию, с которой ребёнок смотрит на молодость родителей, с тонированной картинкой, канонизирующей лица как старые фото, Малик создал киноэтику, позволяющую героям в любых ситуациях оставаться неподсудными»[12].
- Дэйв Кер (The New York Times): «Билла наказывают, но за что? Он всего лишь следовал своей судьбе и природе, подталкиваемый силами вне его понимания и контроля. Великие силы стихий своевольны, таинственны и прекрасны — как в своём гневе, так и в своей милости. „Дни жатвы“ — рассказ о человеческих жизнях, ненадолго соприкоснувшихся с космосом»[10].
- Сергей Бодров-старший: «В ту пору его [Малика] две картины — «Пустоши» и «Дни жатвы» — я просто знал наизусть. Я до сих пор считаю эти две ленты учебниками и часто их пересматриваю»[21].